# Сансер (вино)

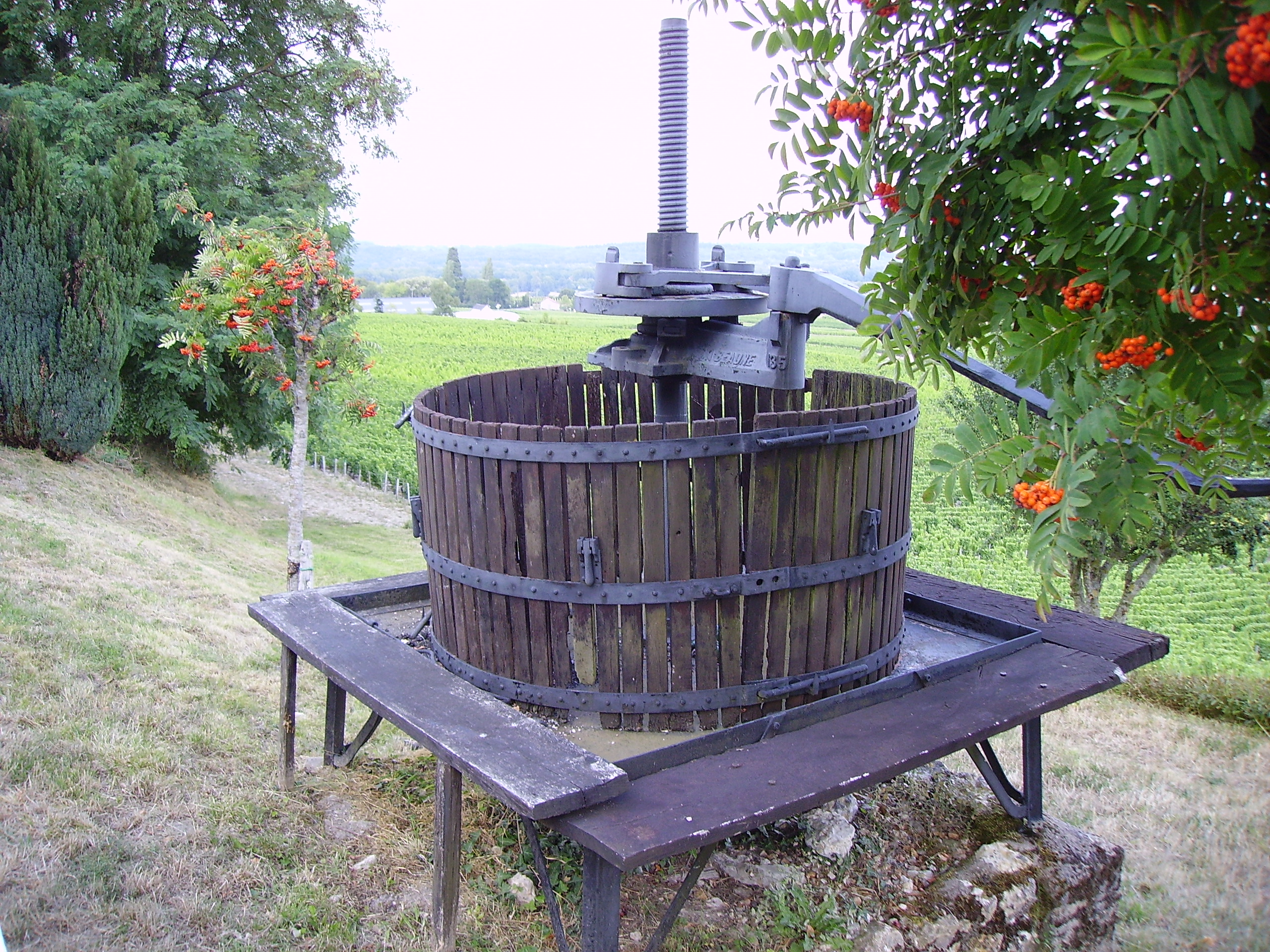
Традиционный пресс для выжимки сансерского вина

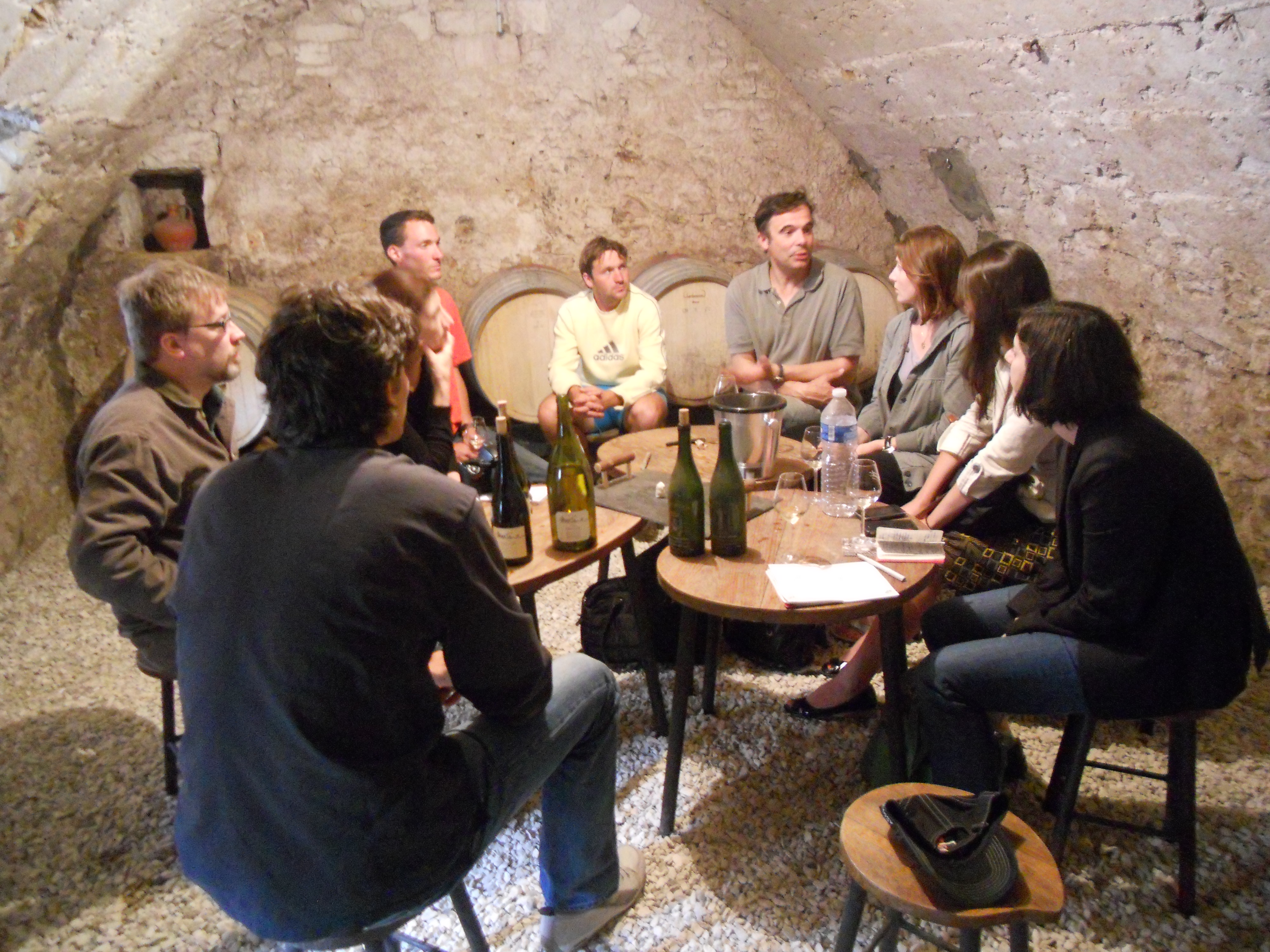
Дегустация в подвале винодельни

Сансер (Sancerre) — один из наиболее элитных аппелласьонов (винодельческих районов) долины Луары, расположенный в её восточной части, на территории Сансера и ещё 13 окрестных коммун. Специализируется на сухих белых винах (свыше 80 % всей продукции) из автохтонного (луарского) винограда совиньон-блан, которые считаются для этого сорта образцовыми. Реже можно встретить сансерские красные вина (от 10 до 20 % всей продукции аппелласьона) и совсем редко — розовые; оба типа вырабатываются из винограда бургундского сорта пино-нуар. Идеальным компаньоном сансерских вин считается местный сыр Кроттен-де-Шавиньоль.
Благодаря достоинствам холмистого терруара и удобству перевозки вина по судоходной Луаре этот район с римских времён снабжал винами Орлеан, Бурж и другие окрестные города. До нашествия американской тли во второй половине XIX века на виноградниках преобладал чёрный виноград сортов пино-нуар и гаме. При пересаживании пострадавших от вредителя виноградников требовалась прививка кустов к саженцам американского винограда, к чему более приспособлен оказался белый виноград совиньон-блан. При минимальном использовании винодельческих ухищрений и отсутствии выдержки в бочках этот сорт стал давать резкое, минеральное, кислотное вино с нотами крыжовника и крапивы. 
Сансерское белое вино, подаваемое в парижских бистро середины XX века как белый аналог Божоле (молодое красное вино из одноимённого региона), завоевало репутацию отличного спутника самых разнообразных блюд. Статус АОС был закреплён за ним ещё в 1936 году, когда соответствующее понятие только вводилось в законодательство. К 1980 году любой уважающий себя ресторан на Западе предлагал в своей винной карте белое вино из Сансера. Спрос со стороны рестораторов стабильно обгонял предложение, что разогревало цены на продукцию аппелласьона. По мере роста спроса территория сансерских виноградников выросла с 700 га в 1960-е до 3000 га в 2019 году.
Как и производители бургундских вин по соседству, производители сансерских вин придают исключительное значение уникальным характеристикам того или иного виноградника. Лучшие из них высажены на южных склонах холмов высотой 200—400 метров. На этикетках самых дорогих и изысканных вин Сансера до середины 1990-х годов обязательно указывалось наименование виноградника, где был собран урожай. Хотя сансерское вино обычно не предполагает длительного хранения, урожаи 1996, 2002, 2008, 2014, 2017 годов были признаны исключениями из этого правила. Старое вино из совиньон-блана может развить привкус белых трюфелей. В последние десятилетия отдельными виноделами стала практиковаться выдержка в дубовых бочках.
Как обычно это бывает, расширение виноградарской базы происходит за счёт освоения менее удачно расположенных участков, которые дают виноград худшего качества, что неизбежно отражается и на качестве вина. Если производитель не ограничивает урожайность кустов или участок получает недостаточно солнца, то в вине выпирает незрелый аромат зелёной травы, заслоняющий фруктовые тона. Проблема неровного качества обострилась в первые десятилетия XXI века. Сейчас только специалист экстра-класса способен при дегустации отличить белые вина Сансера от конкурирующих с ними вин Пуйи-Фюме, которые производятся из совиньона всего в нескольких километрах выше по реке, на другом её берегу. 
Региональные красные (и розовые) вина Сансера защищены по географическому происхождению с 1959 года. Долгое время эти вина считались кисловатыми, непритязательными и распродавались главным образом внутри Франции. Тем не менее качество их растёт, так как с возрастанием суммы активных температур (из-за глобального потепления) пино-нуар на берегах Луары вызревает лучше, чем прежде.

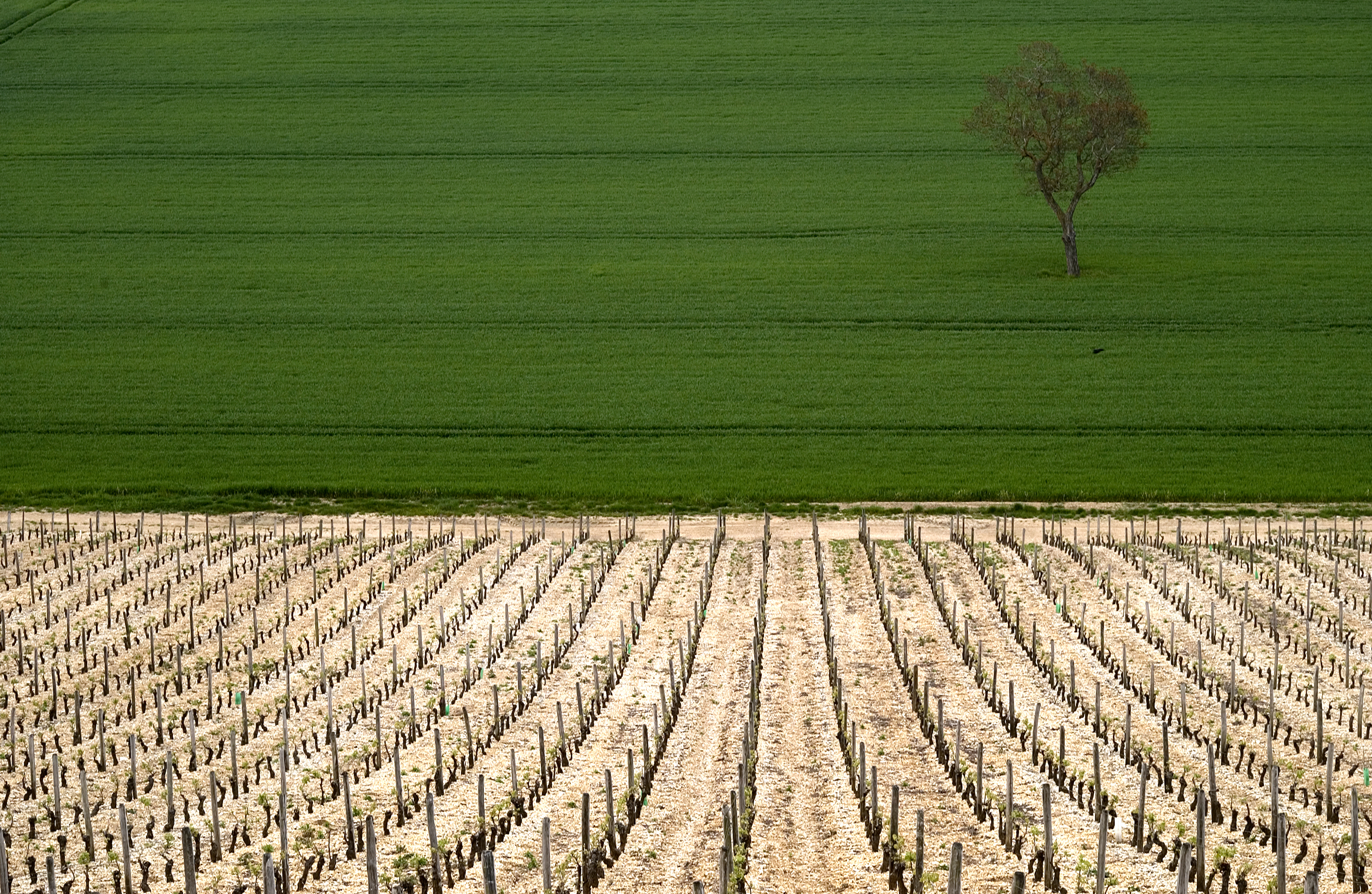
Виноградник в начале мая
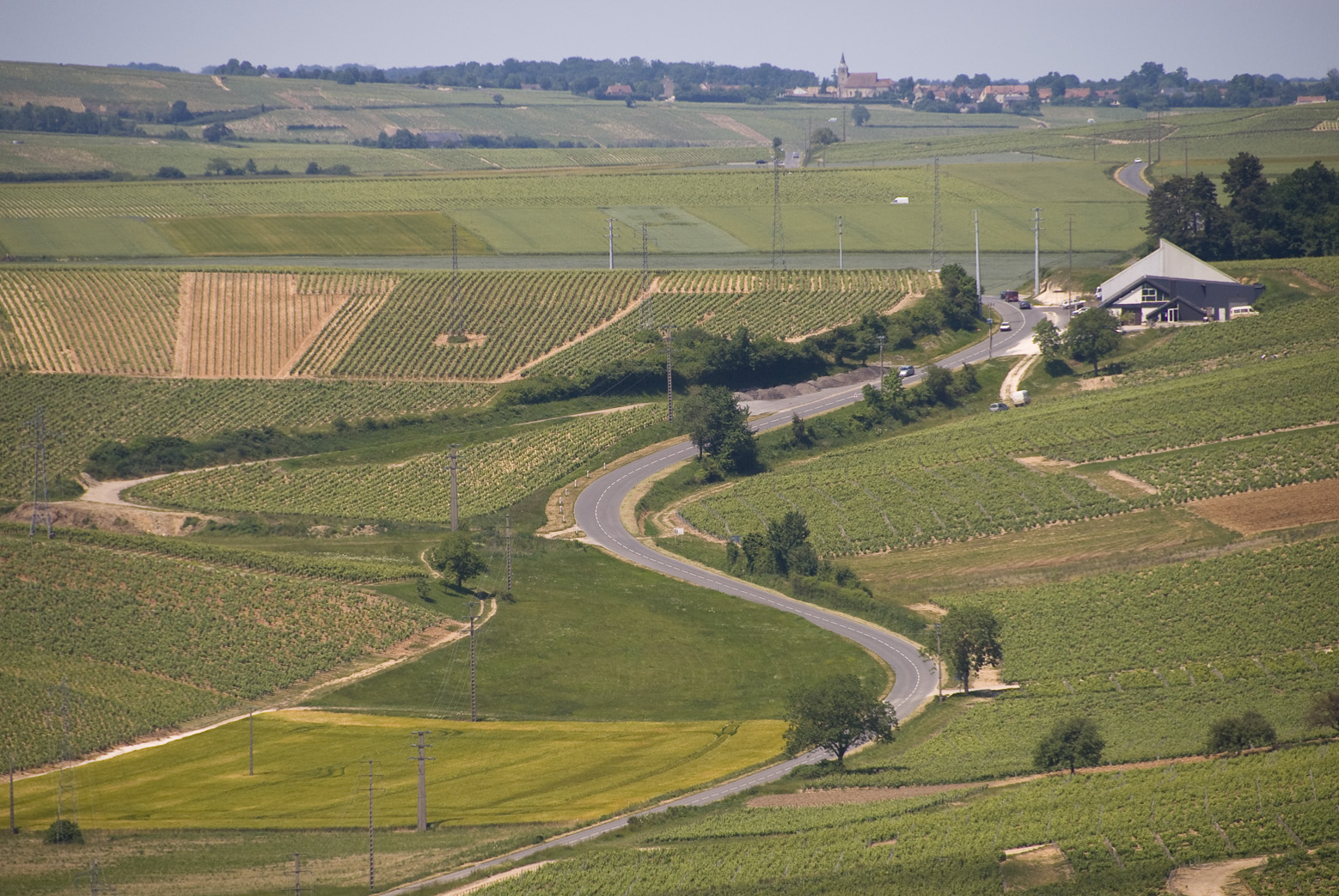
Сансерские виноградники в июне
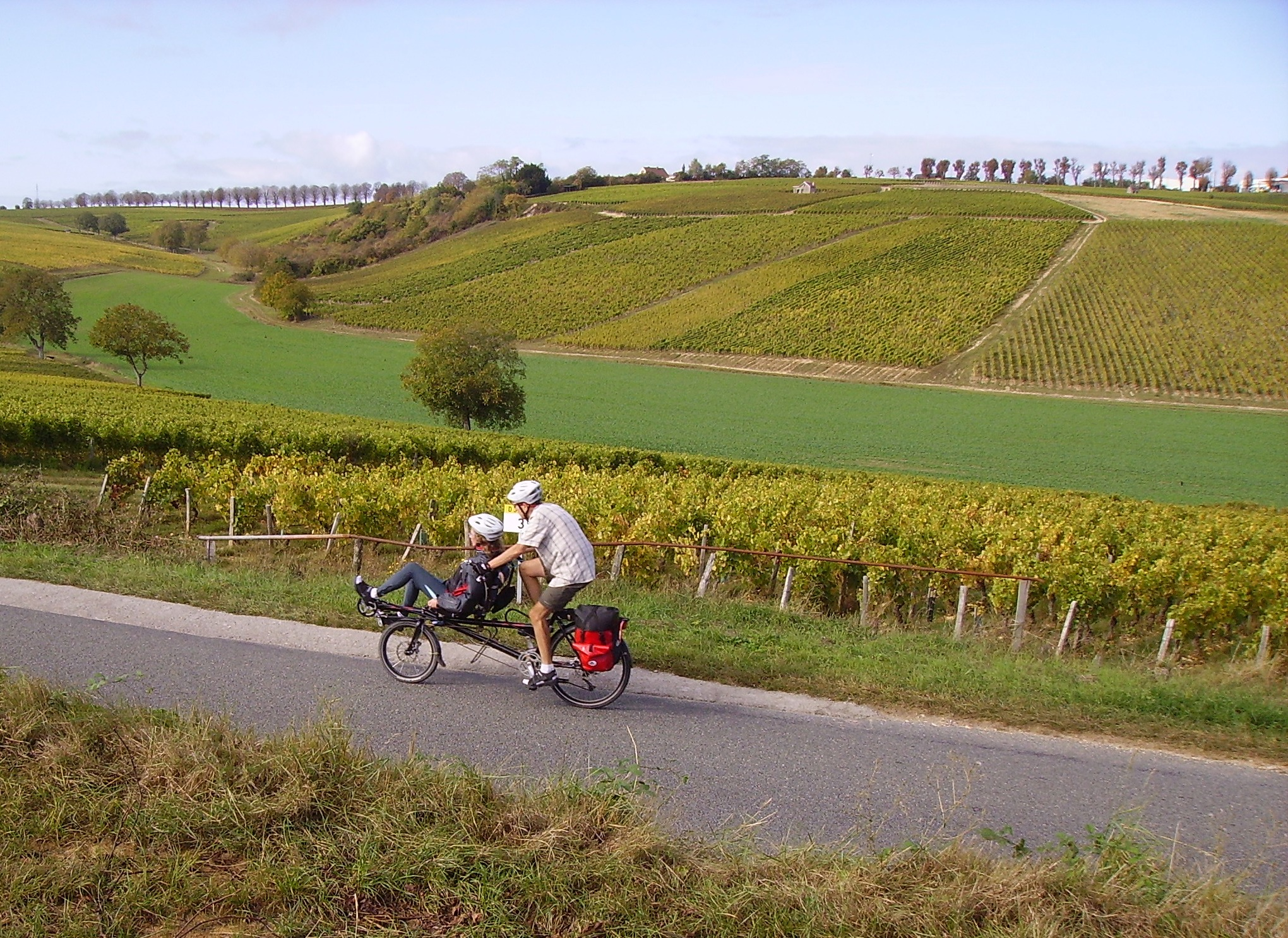
Виноградники в период сбора урожая